# Sandra Neilson
Sandra Lynn Neilson, detta Sandy (Burbank, 20 marzo 1956), è un'ex nuotatrice statunitense.
All'età di 16 anni vinse tre medaglie d'oro alle Olimpiadi di Monaco nel 1972 (100m, 4x100m sl e 4x100m mista). La vittoria sui 100m stile libero (in 58"59) giunse inaspettatamente; la Neilson sconfisse infatti le due favorite, la sua connazionale Shirley Babashoff e l'australiana Shane Gould, allora primatista mondiale della distanza.
Nel 1986 è stata inserita nella International Swimming Hall of Fame.